# ساندرین بلی
ساندرین بلی (فرانسوی: Sandrine Bailly‎؛ زادهٔ ۲۵ نوامبر ۱۹۷۹) ورزشکار دوگانه اهل فرانسه است.